# شخبوط بن سلطان آل نهیان
شخبوط بن سلطان آل نهیان (به عربی: شخبوط بن سلطان آل نهیان) متولد ۱۹۰۵ است. او امیر پیشین ابوظبی می‌باشد. وی در تاریخ ۱۱ فوریه ۱۹۸۹ درگذشت. او دوازدهمین امیر ابوظبی بود.
شخبوط بن سلطان از سال ۱۹۲۸ تا سال ۱۹۶۶ امیر ابوظبی بود و پس از او برادرش زاید بن سلطان آل نهیان امیر ابوظبی شد.